# Edmee S.
L' Edmee S. est un  log canoe des années 1930, sorte de canoë à voiles  typique de la baie de Chesapeake. Il est maintenant exposé au Chesapeake Bay Maritime Museum à Saint Michaels dans le Maryland.

## Historique
Ce canoë est gréé avec deux mâts réglables, bien inclinés vers l'arrière au moyen de cales. Le mât de misaine est placé dans une découpe carrée du pont avant, tandis que le mât principal est passé à travers un banc renforcé d'un cadre de contreventement vertical et d'un contreventement horizontal supérieur. Il porte un bout-dehors. Les voiles sont en dacron blanc et comprennent une misaine, une grand-voile, un foc et un cerf-volant.
Il a été construit, dans le style de l'île Tilghman, à partir de rondins de bois taillés par Oliver Duke dans les années 1930. Il est l'un des 22 derniers canoës de course de la baie de Chesapeake et est activement manœuvré avec un équipage de neuf à onze personnes. Son nom d'origine était Cecilia Mae, mais a été rebaptisé pour Edmee S. Combs, dont le mari a financé la restauration. La coque a été recouverte de fibre de verre lors de la restauration.

### Musée maritime de Chesapeake Bay
Classé au Registre national des lieux historiques  il appartient au Chesapeake Bay Maritime Musem à Saint Michaels.
Le musée possède aussi d'autres types de bateau de la baie de Chesapeake, comme : 
- le bugeye Edna E. Lockwood classé National Historic Landmark,
- le skipjack E.C. Collier...

## Galerie

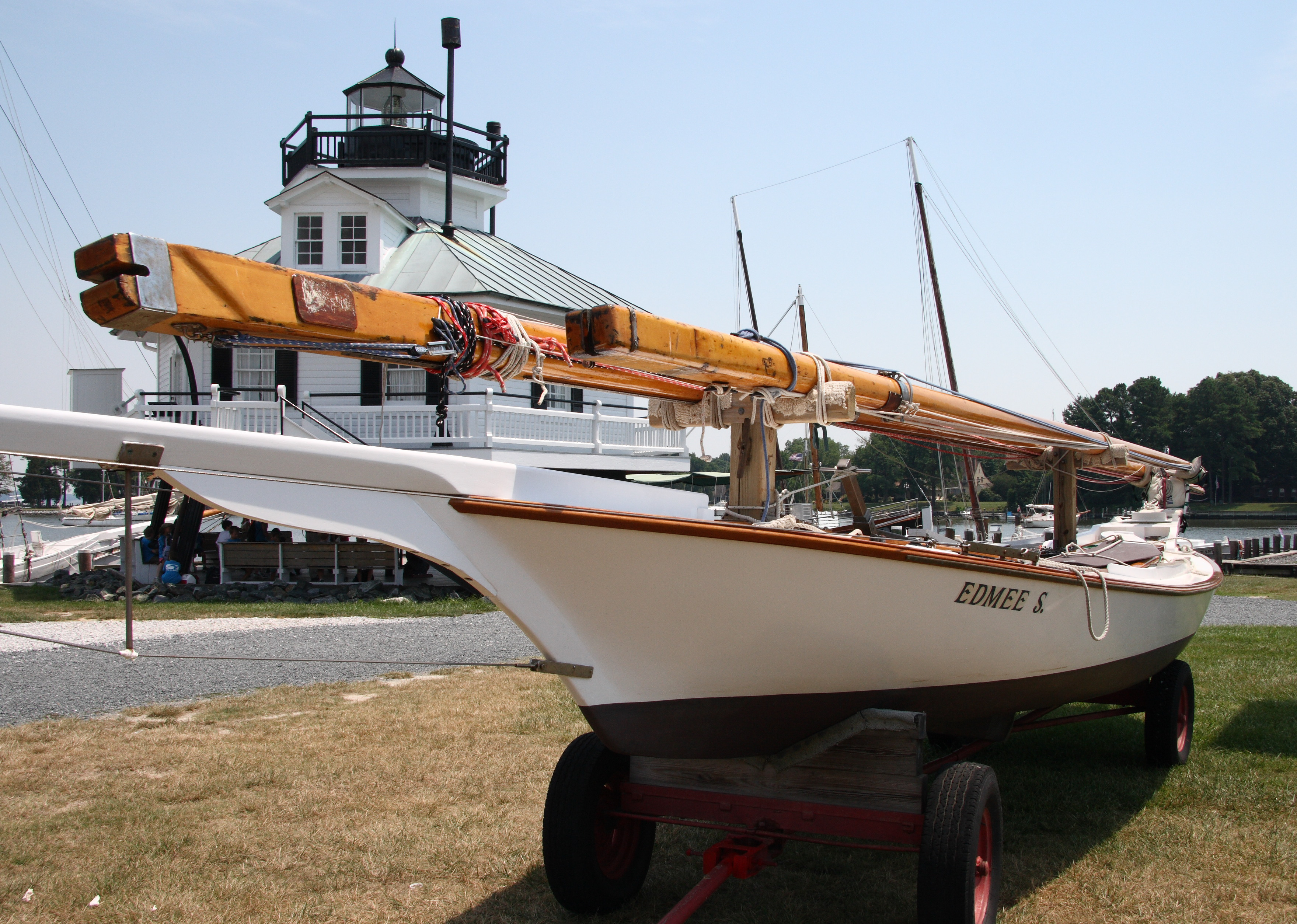
Edmee S.
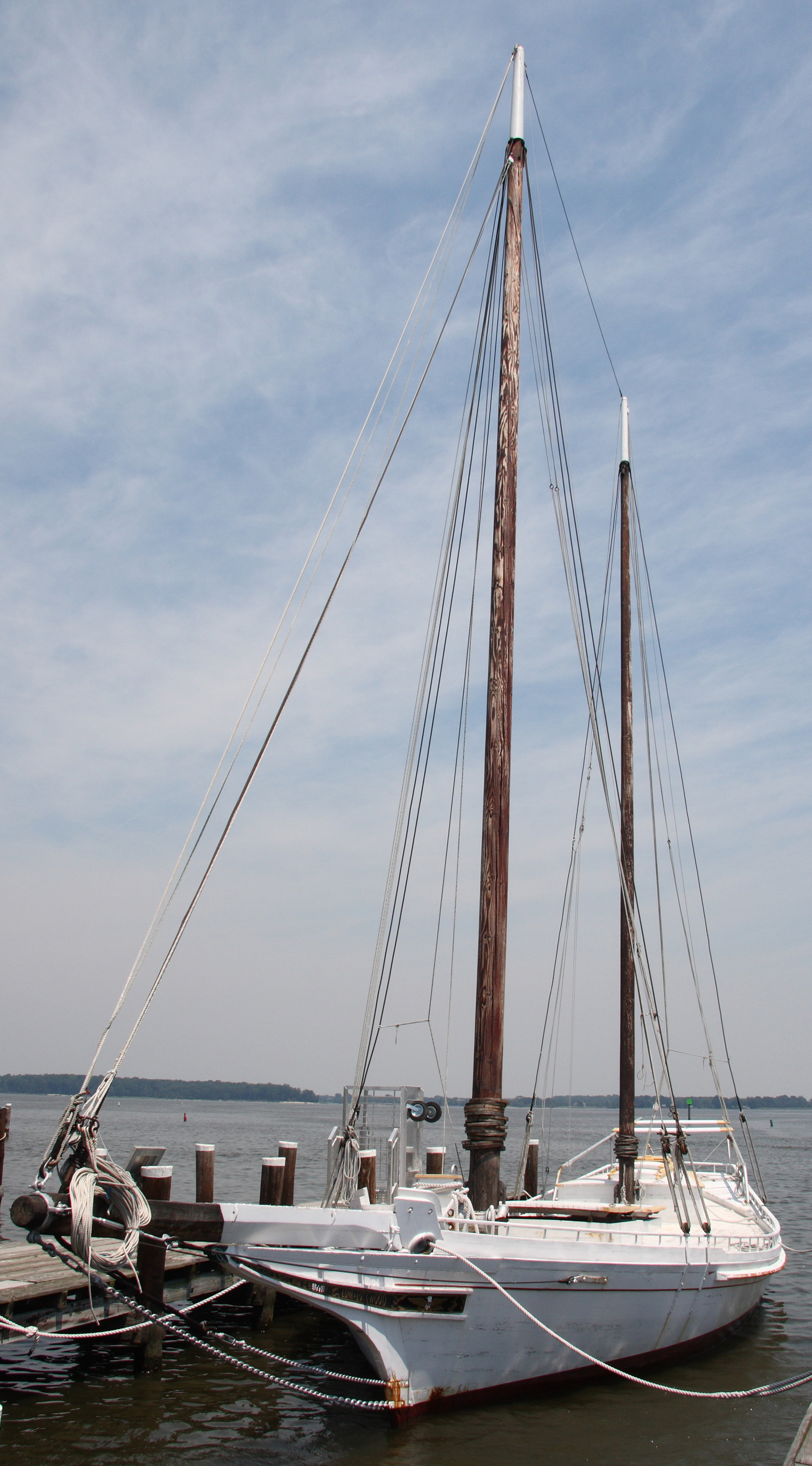
Edna E. Lockwood